# Vid-napi alkotmány
A Vid-napi alkotmány (szerbül: Видовдански устав, horvátul: Vidovdanski ustav) az újonnan létrejött Szerb-Horvát-Szlovén Királyság első alkotmánya volt. Az alkotmányt az alkotmányozó nemzetgyűlés fogadta el, és nevét onnan kapta, hogy Szent Vid ünnepén, 1921. június 28-án (Vidovdan) hirdették ki, ezért népszerű nevén csak Vidovdan alkotmánynak nevezték. A Vid-napi alkotmány egészen a diktatúra 1929. január 6-i bevezetéséig érvényben maradt. Az 1921-es alkotmány elfogadta és szabályozta a monarchikus államformát, a hatalmi ágak szétválasztásának elvét és a parlamentarizmust, a kompromisszumos unitarizmus és az állami centralizmus elvét, az állampolgári jogokat és a társadalmi-gazdasági rendelkezéseket.

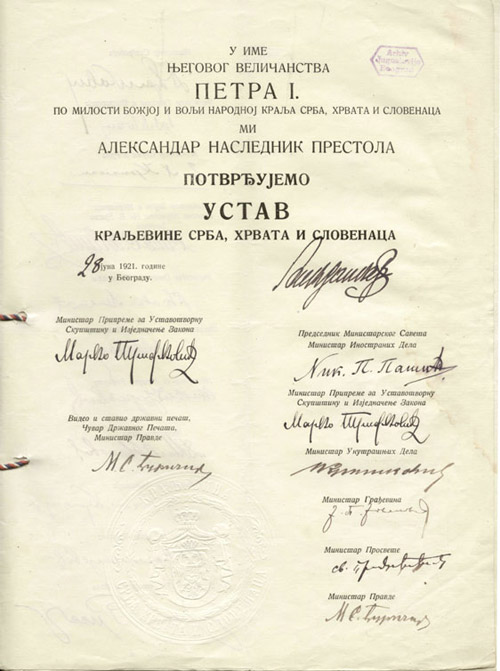
A Vid-napi alkotmány első oldala

## A Szerb-Horvát-Szlovén Királyság megalakulása
A Szerb-Horvát-Szlovén Királyság 1918. december 1-jén jött létre. Ennek az államnak a kialakulását azonban jelentős történelmi események előzték meg és létrejöttének folyamata is összetett volt. Miután 1914-ben Ausztria-Magyarország hadat üzent Szerbiának, amiből hamarosan világháború lett, a délszláv népek egyesítésére több elképzelés látott napvilágot, melyek közül a niši nyilatkozatot (1914. december 7.) kell kiemelni, amelyben a Szerb Királyság kormánya hivatalosan deklarálta háborús céljait, egyben ígéretet tartalmazott a délszlávok idegen uralom alóli felszabadítására és egy közös délszláv állam létrehozására. Az olaszországi horvát politikai emigránsok Ausztria-Magyarország összes délszláv népeinek erősebb délszláv képviselete létrehozása érdekében1914. november 22-én megállapodtak a bosznia-hercegovinai szerb politikai emigránsok képviselőivel a Jugoszláv Bizottság létrehozásáról, melynek végleges megalakulására 1915. május 30-án került sor Párizsban. A jugoszláv népek közös állama gondolatának megvalósítására tett konkrét kísérletek két aktus a korfui nyilatkozat (1917) és a genfi nyilatkozat (1918) voltak. E megállapodások ellenére a Szerb Királyság és a nemzetközileg el nem ismert új délszláv állam (az ún. Szlovén–Horvát–Szerb Állam) egészen más módon egyesült, mint ahogy azt a megállapodások előirányozták.
Miután a nemzetközileg el nem ismert Szlovén–Horvát–Szerb Állam Nemzeti Tanácsának Központi Bizottsága 1918. november 24-én úgy döntött, hogy egyesíti ezt az államot a Szerb Királysággal, huszonnyolc tagú küldöttséget választott, amelyet felhatalmazott a Szerb Királysággal való egyesülés végrehajtására vonatkozóan lefolytatandó tárgyalásokra. A bizottság pontos utasításokat adott a küldöttségnek az egyesülés végrehajtására vonatkozóan, ám az ezt követő események miatt az egyesülés nem az utasításban előírt módon valósult meg. A helyzet elsősorban az újvidéki és podgoricai nemzetgyűlések döntései miatt változott meg, amelyek megerősítették Szerbia helyzetét a Szlovén–Horvát–Szerb Állammal szemben. Ugyanis 1918. november 25-én Újvidéken a vajdasági szerbek, bunyevácok és más szlávok Nagy Nemzetgyűlése határozatot hozott a Bánság, Bácska és Baranya Szerbiával való egyesüléséről (az ott élő jelentős számú, egyes részeken többségben élő magyar és német lakosságot nem kérdezték meg), és mindössze egy nappal később hasonló határozatot hozott Montenegrónak Szerbiához való csatolásáról Podgoricában a Montenegrói Nagy Nemzetgyűlés.
Az események ilyen alakulásán felbuzdulva, miután a Nemzeti Tanács Központi Bizottságának küldöttsége 1918. december 1-jén Belgrádba érkezett, és miután megkapta a küldöttség nyilatkozatát Sándor régensherceg kijelentette, hogy Szlovén–Horvát–Szerb Állam a Szerb-Horvát-Szlovén Királyságban egyesül a Szerb Királysággal. A régens kijelentésével előre meghatározta a leendő alkotmányos berendezkedés fontos kérdéseit - mindenekelőtt az államformát (királyság) és az államszervezeti formát, amellyel nagymértékben korlátozta a leendő alkotmányozó nemzetgyűlés jogkörét.

## Az alkotmányozó nemzetgyűlés szuverenitásának kérdése
Néhány fontos politikai kérdés és alkotmányos megoldás kapcsán, amelyeket az új alkotmánynak kellett volna szabályoznia, már az alkotmányozó nemzetgyűlés ülése előtt felmerült szuverenitásának kérdése.
Az egyik álláspont szerint az alkotmányozó nemzetgyűlés nem szuverén. Ezt az álláspontot már a korfui nyilatkozat is kifejezte, amely egy nem szuverén alkotmányozó nemzetgyűlést irányzott elő, amelynek határozatai a király jóváhagyásával lépnek hatályba. Ezen vélemények szerint a december 1-jei törvény alkotmányfölötti jellegű, rendelkezései alkotmányon felüliek, az alkotmány nem változtathatta meg őket. A december 1-jei aktus nemcsak államot hozott létre, hanem az államforma kérdését is megoldotta: az állam fennállásának első napjától kezdve monarchia, amelyet a Karađorđević-dinasztia irányít. Ez azt jelentette, hogy az alkotmányozó nemzetgyűlés nem volt szuverén.
A másik álláspont a genfi nyilatkozat tartalmára épül. Eszerint az alkotmányozó nemzetgyűlésnek kellett volna döntenie az állam alkotmányos berendezkedésének minden kérdésében, így az államformát illetően is, tehát teljes szuverenitása volt. A december 1-jei törvény kivételével az ezután kezdődő állami berendezkedést mindig ideiglenesnek tüntették fel. Az alkotmányozó nemzetgyűlés szuverenitásának formális korlátozását azonban az alkotmányozó nemzetgyűlési képviselők választásáról szóló törvény és az ideiglenes ügyrend rendelkezései határozták meg.

## Az alkotmány elfogadása
Az első világháború vége és Szerbia egyesülése a Szlovén–Horvát–Szerb Állammal egyetlen Szerb-Horvát-Szlovén Királysággá, 1918. december 1-jén új fejezetet jelentett az ország és a délszláv népek történelmében. Az egyik alapvető feltétele az új állam belső stabilizálásának és külső legitimációjának az új alkotmány elfogadása volt, az új országnak ugyanis komoly gazdasági, agrár-, szociális, pénzügyi és egyéb problémái voltak. A győztes antant hatalmaknak erős és jogilag megszilárdult jugoszláv államra volt szükségük, amely gátat jelent nemcsak a bolsevizmussal szemben, de a germán terjeszkedés és a magyar revizionista törekvések ellen is. Az átmeneti időszak nehéz és bonyolult időszaka magában foglalta a közös állam megszervezését, amelyben előtérbe kerültek mind az osztály-, mind a nemzeti ellentétek, és éles konfliktus jellemezte az új királyság államszervezetének kérdésében is, ami elsősorban a problémának a szerb kormány és a Jugoszláv Bizottság általi értelmezési különbségeit tükrözte. Nikola Pašić miniszterelnök úgy vélte, hogy az átmeneti időszak nem tarthat tovább két-három évnél, és ebben az időszakban a főszerepet az ő kormányára kell bízni. Ante Trumbić, a Jugoszláv Bizottság elnöke éppen ellenkezőleg vélekedett, mivel nem bízott Pašić kormányában, és azon a véleményen volt, hogy az ideiglenes időszaknak – az emberek közötti sokféle nézeteltérés miatt – a lehető leghosszabb ideig kell tartania, és ebben az időszakban a fő tényező a régens.
A Szerb-Horvát-Szlovén Királyság alkotmányának elfogadására annak megalkotása után több mint két és fél évig vártak. Az ideiglenes alkotmányos időszakban a központi hatalom a király, az ideiglenes népképviselet és a kormány kezében volt, amely kizárólag a királynak volt felelős. I. Péter szerb király haláláig (1921. augusztus 16-án halt meg) a királyi hatalmat régensként Sándor trónörökös gyakorolta. Nemzetközi szinten az új állam helyzetének, elismertségének és határainak kérdését bonyolítota a szövetségesek ingadozó magatartása. Bár Szerbia a háború kezdete óta az antant táborban volt, az SHS Királyság teljes nemzetközi elismerésére a Németországgal kötött békeszerződés 1919. június 28-i aláírásáig vártak.
Az alkotmányozó nemzetgyűlési választásokat 1920. november végén tartották. Huszonkét párt vett részt ezeken, ebből tizenhat kapott parlamenti mandátumot. Összesen 419 képviselői hely volt. A legtöbb mandátumot a Demokrata Párt (92), a Népi Radikális Párt (91) kapta, rajtuk kívül a Jugoszláv Kommunista Párt (KPJ, 58), a Horvát Köztársasági Parasztpárt (50), Gazdaszövetség és a Független Mezőgazdasági Párt (39), a Jugoszláv Muszlim Szervezet (24), a Szlovén Néppárt (14), a Horvát Néppárt és a Bunyevác-Sokác Párt (13), a Szociáldemokrata Párt (10), a skopjei székhelyű Dzemijet (8) kapott nyolc, vagy több mandátumot. További hét párt nyolcnál kevesebb mandátumot szerzett. A centralizmust hirdető két vezető párt, a Demokrata Párt és a Népi Radikális Párt együttesen 183 mandátummal rendelkeztek, további huszonhétre volt szükségük az abszolút többség eléréséhez, és kénytelenek voltak kisebb pártok támogatását kérni. Stjepan Radić Horvát Köztársasági Parasztpártja (HRSS) csak Horvátországban és Szlavóniában vett részt a választásokon, ahol 230 000 szavazattal a legerősebb politikai párt lett.
Az alkotmányozó nemzetgyűlés munkájának kezdetét a kormány beavatkozása jellemezte. A kormány 1920. december elején rendelettel ideiglenes eljárásrendet írt elő az alkotmányozó nemzetgyűlés számára. Az eljárási szabályzat szerint a képviselőknek esküt kellett tenniük a királynak, és az alkotmány elfogadásához elegendő volt az egyszerű többség, ami ellentmondott a korfui nyilatkozat minősített többségi rendelkezésének. Az egyszerű többség, a minősített többség helyett lehetővé tette a nemzeti („törzsi”) felülírást és olyan megoldások kikényszerítését, amelyeket nem fogadna el mindhárom nemzet (mindhárom törzs). Az ügyrend a vitában a kormány alkotmánytervezetét részesítette előnyben, és csak húsz fős képviselőcsoport terjeszthetett elő módosító indítványokat, mégpedig nagyon rövid időn belül. Az eljárási szabályzat rendelkezései elégedetlenséget váltottak ki a HRSS és a Horvát Jogok Pártja körében, amelyek már nem vettek részt az alkotmányozó nemzetgyűlés munkájában.
Az alkotmányozó nemzetgyűlésben az alkotmány elfogadásának munkája, 1920. december közepén kezdődött. Az Alkotmánybizottság január 31-én alakult meg, és 1921. február 1-jén alakult meg. Az alkotmánytervezetek benyújtásának határideje 1921. február 15. volt.
A Szerb-Horvát-Szlovén Királyság alkotmányát 1921. június 28-án, a Vidovdan (Szent Vid napja) nevű vallási ünnepen fogadták el, ezért is nevezték el Vidovdan alkotmánynak. Az alkotmányról szóló szavazáson összesen 258 képviselő vett részt. Az Alkotmány elfogadása mellett 223 képviselő szavazott, 35 ellenében, míg 161 képviselő nem vett részt a szavazáson (tartózkodott). Mivel ekkor 161 képviselő volt az Alkotmányozó Nemzetgyűlésen kívül, úgy tekinthető, hogy valójában 196 képviselő volt a kormány alkotmányos javaslata ellen. A Szociáldemokrata Párt, a Mezőgazdasági és Republikánus Párt és Ante Trumbić hívei az alkotmány ellen szavaztak. Az Alkotmányra a Radikális Párt, a Demokrata Párt, a szlovén "Gazdálkodók", a Jugoszláv Muszlim Szervezet és a dél-szerbiai és macedóniai muszlimok szervezet, a Dzemijet szavaztak. Az alkotmányt abszolút többséggel, 223:196 szavazattal szavazták meg. Ezt az elenyésző többséget a demokraták és radikálisok szavazatán kívül három kisebb képviselőcsoport „megvásárolt” szavazata tette lehetővé, amelyek támogatását a kormány az utolsó pillanatban biztosította.

## Az Alkotmány tartalma

### Az államforma
Az első cikk az államforma mellett meghatározta az állam nevét (Szerb-Horvát-Szlovén Királyság). A második cikk a címert és a zászlót írta le. A harmadik cikk meghatározta a királyság hivatalos nyelvét. Az Alkotmány első cikkelye a Szerb-Horvát-Szlovén Királyságot alkotmányos, parlamentáris és örökletes monarchiaként határozza meg. A hatalommegosztást úgy hajtották végre, hogy az egyensúly a király javára billent, és a kormányzat politikailag elszámoltatható volt munkájáért mind az uralkodónak, mind a nemzetgyűlésnek. Az alkotmány egy fikciót is tartalmazott a hivatalos nyelvről, amelyet „szerb-horvát-szlovén” nyelvnek neveztek. A hivatalos nyelv meghatározása a „három törzsből álló nemzet” gondolatának megvalósítása volt, amelyet a közös állam kialakulásának egyik fő okaként emeltek ki. Emiatt az ország soknemzetisége ellenére egységes államrendszerrel rendelkezett. Röviden: a Vidovdan alkotmány egy kísérlet volt a Szerb-Horvát-Szlovén Királyság egyszerű nemzetállammá történő szervezésére.

### A kormányzat
Az Alkotmány elfogadta a hatalmi ágak szétválasztásának elvét. A törvényhozó hatalmat a király és a nemzetgyűlés gyakorolta. A közigazgatási hatalmat a király gyakorolta a felelős minisztereken (a Minisztertanácson, azaz a kormányon) keresztül. A bírói hatalmat a bíróságok gyakorolták, a király nevében és a törvény alapján. A legfelsőbb közigazgatási bíróság funkcióját az Államtanács látta el.

#### A király
Az alkotmány jelentős törvényhozási, közigazgatási és bírói hatalommal ruházta fel az uralkodót. A király a szokásos uralkodói és államfői jogkörrel rendelkezett. A katonai erők legfőbb parancsnoka volt, képviselte az államot a többi állammal való kapcsolattartásban, és rendelkezett a kormány kinevezésével és munkájával kapcsolatos jogosítványokkal. A király köztisztviselőket nevezett ki, a törvény előírásai szerint katonai rangokat adott, és különféle kitüntetéseket is adományozott. Háborút hirdetett és békét kötött. Ha az országot nem támadták meg, vagy más ország nem üzent ellene háborút, a hadüzenethez az Országgyűlés előzetes hozzájárulása volt szükséges.
A király személye sérthetetlen volt, nem vonható felelősségre, nem vádolható. A miniszteri ellenjegyzés intézményével mentesül a politikai felelősség alól, de mentesül minden egyéb – a polgári jogi kivétellel – felelősség alól a személyes vagyonát illetően. A király aktívan részt vett mindhárom hatalom gyakorlásában. A törvényhozási jogkörből az uralkodónak joga volt választásokat kiírni, az Országgyűlést összehívni, megnyitni, összeállítani és feloszlatni. A királyi hatalmat a kormányzó gyakorolta: 1) amikor a király kiskorú volt; 2) ha lelki vagy testi betegsége miatt tartósan képtelen a királyi hatalmat gyakorolni. 

#### A Nemzetgyűlés
A Nemzetgyűlés egykamarás volt, de „a nagykorú állampolgárok több mint felének aktív és passzív szavazati jogától való megfosztása, valamint az élvezet viszonylag magas korhatára miatt nem volt igazi országos képviselet”. Minden képviselőnek jogalkotói kezdeményezési joga volt, valamint kérdések, interpellációk előterjesztése a miniszterekhez, amelyekre a miniszterek egyazon összehívás során kötelesek voltak válaszolni. Amellett, hogy a királlyal egyenlő mértékben megosztotta az alkotmányozó és törvényhozó, valamint a kormány munkájának ellenőrzési funkcióját, a Nemzetgyűlésnek általános mozgósítás vagy fegyveres lázadás esetében lehetősége volt felfüggeszteni az állampolgárok alkotmányban kifejezetten rögzített jogait. A Nemzetgyűlés olyan képviselőkből állt, akiket a nép szabadon választott általános, egyenlő, közvetlen és titkos szavazással, a kisebbségek képviseletével. 40 000 lakosonként egy képviselőt választottak. Ha egy választói egységben a népességtöbblet meghaladta a 25 000 főt, a maradékra egy képviselőt választottak. A Nemzetgyűlést 4 évre választották. Feloszlatása esetén négy hónapon belül új közgyűlést kell összehívni. Minden nagykorú állampolgárnak volt szavazati joga. A tiszteknek, az altiszteknek, valamint az aktív katonáknak nem volt sem szavazati, sem megválasztható joguk.

#### Közigazgatási hatóságok
A közigazgatási hatóságok élén a miniszterek álltak. Részt vettek a királyi hatalom minden cselekményében. A királyi hatóság egyetlen cselekménye sem volt jogerős és nem volt végrehajtható, ha nem rendelkezett a miniszteri ellenjegyzéssel. Az államigazgatás egysége érdekében a miniszterek alkották a Minisztertanácsot. A Minisztertanácsot parlamentáris kormányrendszerben működő kormányként fogták fel, amely azonban kettős felelősséggel tartozott a király és a parlament felé (az úgynevezett kettős parlamentarizmus). Az Alkotmány betűje szerint a kormány mind a királynak, mind a nemzetgyűlésnek beszámolással tartozott. Az SHS Királyság politikai valóságában a kormány mindenekelőtt a királynak tartozott felelősséggel, és tőle függött. Hivatalba lépésük előtt a miniszterek esküt tettek az alkotmányra és a király hűségére. Újra aláírták a király okiratait, és így felelősséget vállaltak értük. A politikai felelősségen kívül, amelyet az uralkodó és a parlament előtt viseltek, büntetőjogi és polgári felelősség is volt rajtuk.

#### A bírói hatalom
A bíróságok függetlenek voltak. Az igazságszolgáltatásban nem álltak semmilyen fennhatóság alatt, és a törvények szerint ítéltek. A bíróságokat és a bírói joghatóságot csak törvény állapíthatta meg. Voltak elsőfokú és fellebbviteli bíróságok, a királyság legmagasabb bírósági foka a zágrábi Semmítőszék volt. A muszlimok családi vagy öröklési ügyeit állami saría bírák ítélték meg.A Semmítőszék hatáskörébe tartozott a közigazgatási, polgári vagy katonai hatóságok, valamint az igazságügyi hatóságok közötti joghatósági összeütközések megoldása is. Felelős volt a közigazgatási és rendes bíróságok közötti joghatósági konfliktusokért is. A semmítő- és fellebbviteli bírák, valamint az elsőfokú bírósági elnökök kinevezése az igazságügy-miniszter javaslatára királyi rendelettel történt, a törvény által meghatározott összetételű választótestület által választott jelöltek közül.

### Az emberi jogok
Az alkotmány garantálta az állampolgárok személyes és politikai jogait, ami a korabeli polgári demokráciákban megszokott volt. A személyes jogoktól eltérően, amelyek a személyre vonatkoznak, és korlátozzák az állam személyre vonatkozó tekintélyét, a politikai jogok lehetővé tették az állampolgárok számára, hogy politikai tényezőként fejezzék ki magukat.
Háború vagy általános mozgósítás esetén a nemzetgyűlés az állam teljes területére, fegyveres lázadás esetén pedig annak egy részére külön törvénnyel ideiglenesen felfüggeszthette az állampolgárok alábbi jogait: az egyesülési jogot, gyülekezés és szervezkedés, a mozgás szabadsága, a lakás sérthetetlensége, levelek és távirati közlések titkossága. Ugyanígy korlátozható volt a sajtószabadság egy fegyveres lázadás esetén az ország adott részén.
A törvény előtt minden állampolgár egyenlő volt. Mindenki egyenlő védelmet élvezett a kormány részéről. Nem ismertek el nemességet, címeket vagy születési vagyont.

### A területszervezés
Az alkotmány háromszintű területszervezési modellt hozott létre, amely községi önkormányzatokból (opština), megyékből és régiókból (oblast) állt, míg a korábbiakban kialakított körzetek megmaradtak. A község tisztán önkormányzati egység volt, míg a megye és a régió olyan egységek, amelyekben mind az állami, mind az önkormányzati hatalmat gyakorolták, míg a járásokban, ahol léteztek, csak az államhatalmat gyakorolták. A közigazgatási-területi felosztás legmagasabb egységei a régiók voltak, amelyeket az esetleges nemzeti csoportosulási kísérletek meghiúsítására és az egységes államszervezet megőrzésére hoztak létre. Ezért egy régiónak maximum 800 000 lakosa lehetett (az SHS Királyságnak valamivel kevesebb, mint 12 millió lakosa volt a létrejöttekor). Így valósult meg a központosított államszervezés koncepciója, és valósult meg az egyetlen nép fikciója, amely egyetlen nemzetállamnak felel meg. Összesen harminchárom területet alakítottak ki, amelyek területét természeti, gazdasági és társadalmi, nem pedig nemzeti és történelmi szempontok szerint kellett meghatározni.

### A hadsereg
A hadsereg és a haditengerészet szervezetét és méretét törvény írta elő. A törvényben meghatározott körön belüli alakulatok megalakítását a honvédelmi miniszter és a haditengerészet javaslatára a király rendeletben írta elő. Azt, hogy hány katonát tartanak sorállományban, minden évben a költségvetés határozta meg. Voltak katonai bíróságok, amelyek függetlenek voltak, és a legmagasabb szintű bíróság, amelyhez az állampolgárok fellebbezhettek a katonai bírósági ítélet ellen, a Semmítőszék volt.

## Az alkotmány eltörlése
A parlamentarizmus a Szerb-Horvát-Szlovén Királyságban – Szerbia kivételével – a politikai élet új gyakorlataként jelent meg. Függetlenül attól, hogy egyes délszlávlakta területeken az egyesülés előtt is voltak képviseleti intézmények, a polgári demokrácia fejletlen volt. A Szerb-Horvát-Szlovén Királyságban nem voltak meg az előfeltételei a parlamenti életnek: demokratikus rend, stabil két- vagy többpártrendszer, és nemzeti egyenlőség egy többnemzetiségű államban.
A Szerb-Horvát-Szlovén Királyság parlamentáris rendszerének válsága tehát több összetevőből fakadt: osztály-, nemzeti- és politikai képviseleti válságból.
A forrongó politikai válság csúcspontja 1928. június 20-án következett be, amikor Puniša Račić, egy montenegrói szerb politikus a Nemzetgyűlés ülésén lelőtte a Horvát Parasztpárt több vezető képviselőjét, köztük a párt vezetőjét, Stjepan Radićot, aki 1928. augusztus 8-án belehalt sérüléseibe. Ezt követően több párt bojkottálta a nemzetgyűlés munkáját és Sándor király a diktatúra bevezetésében látta a kiutat az alkotmányos válságból. A király állítólag politikai megoldást keresett az ebből eredő politikai válságra, és bizonyos politikusoknak és katonáknak ajánlott fel helyeket a kormányban. Végül Sándor király a diktatúra 1929. január 6-i bevezetésével felfüggesztette az alkotmányt, és feloszlatta a Nemzetgyűlést és az összes politikai pártot. A király véleménye szerint a parlamentarizmussal a „politikai szenvedélyektől elvakított” emberek olyan mértékben visszaéltek, hogy az a gyümölcsöző állami munka akadályává vált. A nemzeti és állami összetartozás szellemét erősítő parlamentarizmus helyett szellemi széthúzás és nemzeti széthúzás kezdődött. Az állam és a nemzeti egység megőrzése a király szent kötelessége. A parlamenti kormányváltásokban vagy új választásokon keresni a kiutat, „értékes idő elpazarlását jelentené a hiábavaló próbálkozásokban”. Új munkamódszereket kell keresni és új utakat kell feltárni. A Nemzetgyűlésben történt merénylet a parlamentarizmus végét jelentette, és felgyorsította az átmenetet a nyílt diktatúrára, lehetőséget és igazolást adva a királynak a korlátlan hatalomgyakorlásra.
A királyi puccsot követően az addig alkotmányos („korlátozott”) monarchiaként működő Szerb-Horvát-Szlovén Királyság abszolút monarchiává vált. Sándor király az általa hozott törvényekkel szabályozott bizonyos alkotmányos kérdéseket. Az 1929. január 6-i királyi hatalomról és a legfelsőbb államigazgatásról szóló törvény a Szerb-Horvát-Szlovén Királyságot örökletes monarchiaként határozta meg, és a királyt nyilvánította minden hatalom viselőjének. Ezért is nevezték ezt a törvényt „kis alkotmánynak”. Így mindhárom államhatalom a királyé lett, akit felelősség sem terhelt, mivel tetteiért a felelősséget az általa kinevezett miniszterek vállalták.

## Fordítás
Ez a szócikk részben vagy egészben  a(z)   Устав Краљевине Срба, Хрвата и Словенаца című szerb Wikipédia-szócikk ezen változatának fordításán alapul.  Az eredeti cikk szerkesztőit annak laptörténete sorolja fel. Ez a jelzés csupán a megfogalmazás eredetét és a szerzői jogokat jelzi, nem szolgál a cikkben szereplő információk forrásmegjelöléseként.